# Marjam Mirzáháni
Máriám Mirzáháni vagy Maryam Mirzakhani, perzsául مریم میرزاخانی (Teherán, 1977. május 3. – 2017. július 15.) iráni-amerikai matematikus. 2014-ben a komplex geometria területén kifejtett tevékenységéért (első nőként, első irániként) elnyerte a Nemzetközi Matematikai Unió négyévente kiadott Fields-érmét. Negyvenéves korában, mellrák következtében halt meg.

## Díjai
- Blumenthal-díj (2009)[18]
- Ruth Lyttle Satter Prize in Mathematics (2013)[18]
- Clay Research-díj (2014)[19]
- Fields-érem (2014)[20][21]